# أينا كالفو
أينا كالفو (من مواليد 1969) أكاديمية وسياسية إسبانية، كانت عمدة بالما دي مايوركا السابقة والمندوبة الحالية للحكومة في جزر البليار منذ فبراير 2020. شغلت أيضًا منصب مدير الوكالة الإسبانية للتعاون الإنمائي الدولي من 2018 إلى 2020.
ولدت في بالما دي مايوركا عام 1969، وأقامت في سرقسطة لأغراض العمل العائلي حتى عام 1983 عندما عادت إلى بالما. درست في جلاسكو أولاً كطالبة دراسات عليا بمنحة إيراسموس، ثم لاحقًا كأستاذة في جامعة ستراثكلايد.
هي دكتور في أصول التدريس وأستاذ بقسم العلوم التربوية بجامعة جزر البليار في حالة الخدمات الخاصة وأستاذ زائر بجامعة إدنبرة. في عام 2003 انضمت إلى الحزب الاشتراكي لجزر البليار، وانتخبت كعضو في برلمان جزر البليار. كان كالفو جزءًا من وزارة الشؤون الخارجية والتعاون كمساعد المدير العام للتعاون والترويج الثقافي للوكالة الإسبانية للتعاون الدولي بين عامي 2004 و2006 عندما تم تعيين مرشح الحزب الاشتراكي لجزر البليار لمجلس مدينة بالما دي مايوركا. في الانتخابات البلدية التي جرت في 27 مايو 2007 جاء ترشيحها في المرتبة الثانية، لكنها تمكنت من تشكيل حكومة بفضل اتفاق مع حزب اتحاد مايوركان. في فبراير 2010 تم كسر ميثاق الحكومة بطرد أعضاء مجلس الاتحاد من أجل المتوسط بعد الاشتباه في فسادهم، وحكم بقية المجلس على أنه أقلية. خسرت الانتخابات البلدية في 22 مايو 2011 واحتفظت بمتحدثة باسم المجموعة البلدية.
في مارس 2012 استقالت من منصبها الأمين العام لمجموعة بالما الاشتراكية. بعد استقالة خليفتها افترض أنه يوجه المجموعة المحلية مرة أخرى. في 6 يوليو 2012 تم انتخابها أمينة عامة لمجموعة بالما الاشتراكية، وحصلت على 64.7٪ من الأصوات مقابل 35٪ من منافسها جاومي جارو.